# Újfehértó
Újfehértó är en stad i distriktet Nyíregyháza i provinsen Szabolcs-Szatmár-Bereg i nordöstra Ungern. Újfehértó hade år 2019 totalt 12 292 invånare.

## Galleri

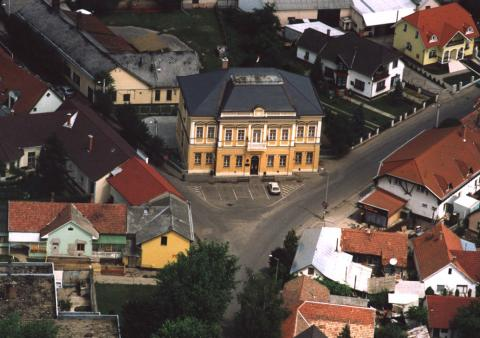
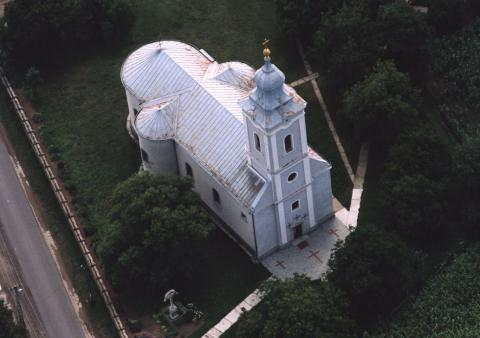
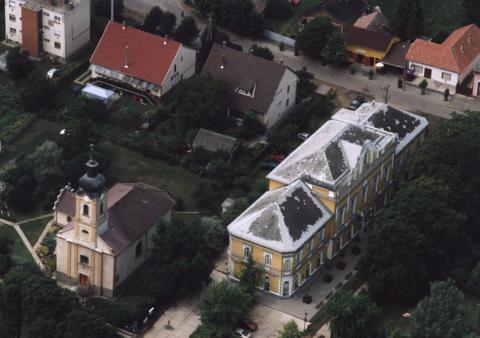
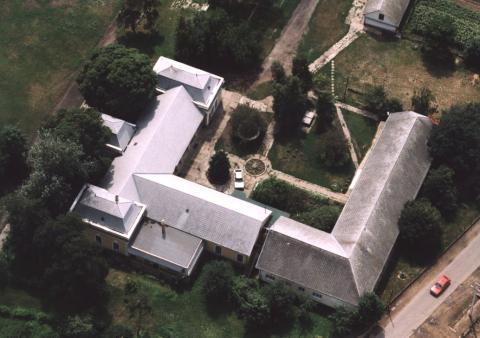